# Ediger Laach
Koordinaten: 50° 5′ 19″ N, 7° 10′ 19″ O

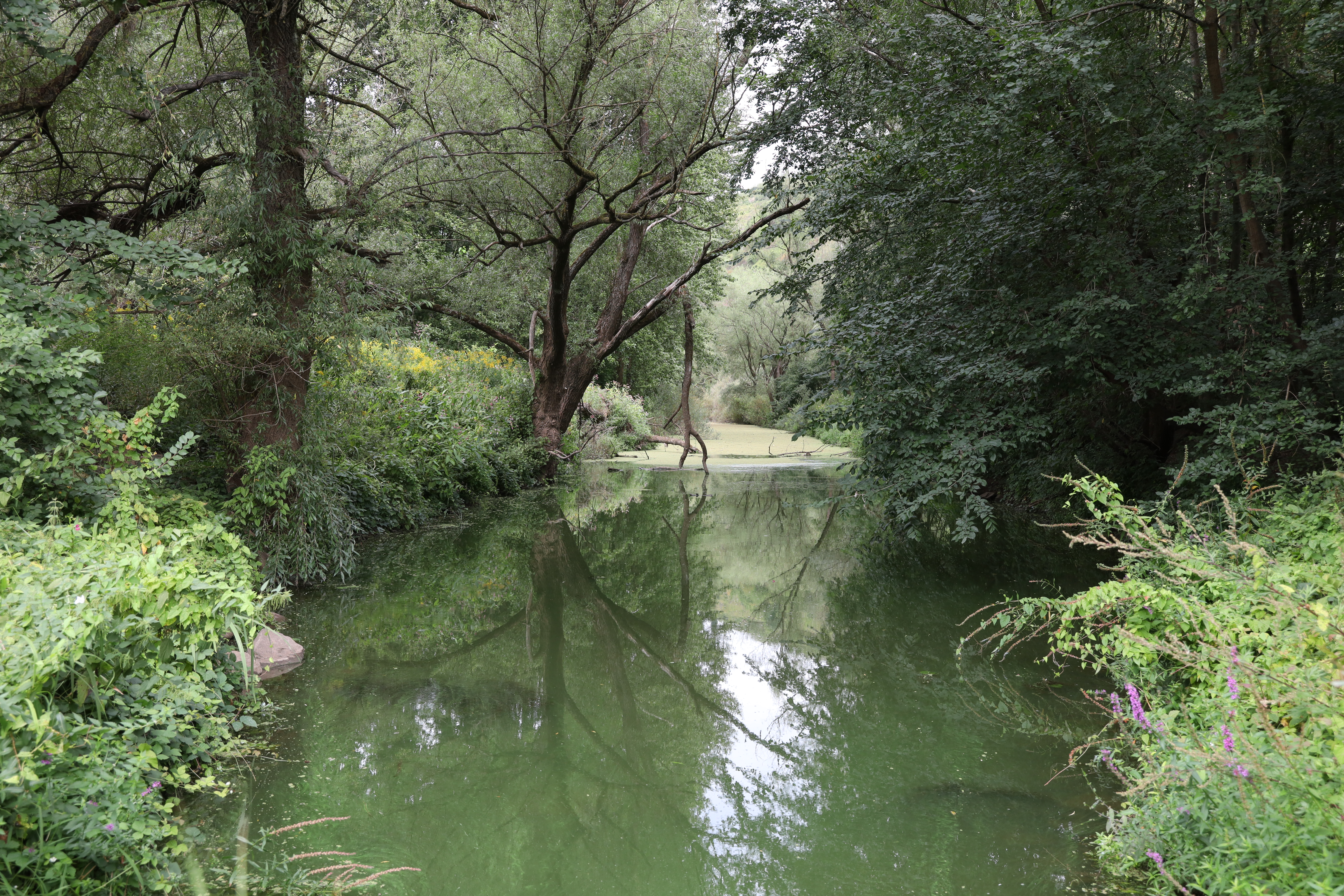
Naturschutzgebiet Ediger Laach

Ediger Laach ist ein Naturschutzgebiet im Landkreis Cochem-Zell in Rheinland-Pfalz. Das etwa 16 ha große Gebiet liegt südöstlich von Ediger zwischen der nördlich verlaufenden B 49 und der Mosel; südöstlich liegt das Naturschutzgebiet Insel Taubengrün.
Schutzzweck ist die Erhaltung des Moselwerths und der Ediger Laach
- als Standort seltener bestandsbedrohter Pflanzen und Pflanzengesellschaften
- als Brut- und Rastgebiet zahlreicher in ihrem Bestand bedrohter Vogelarten
- zur Erhaltung des Moseltalarms mit seinem Auenwald
- aus naturgeschichtlichen Gründen
- wegen seiner besonderen landschaftlichen Eigenart[1]